# 58534 Логос

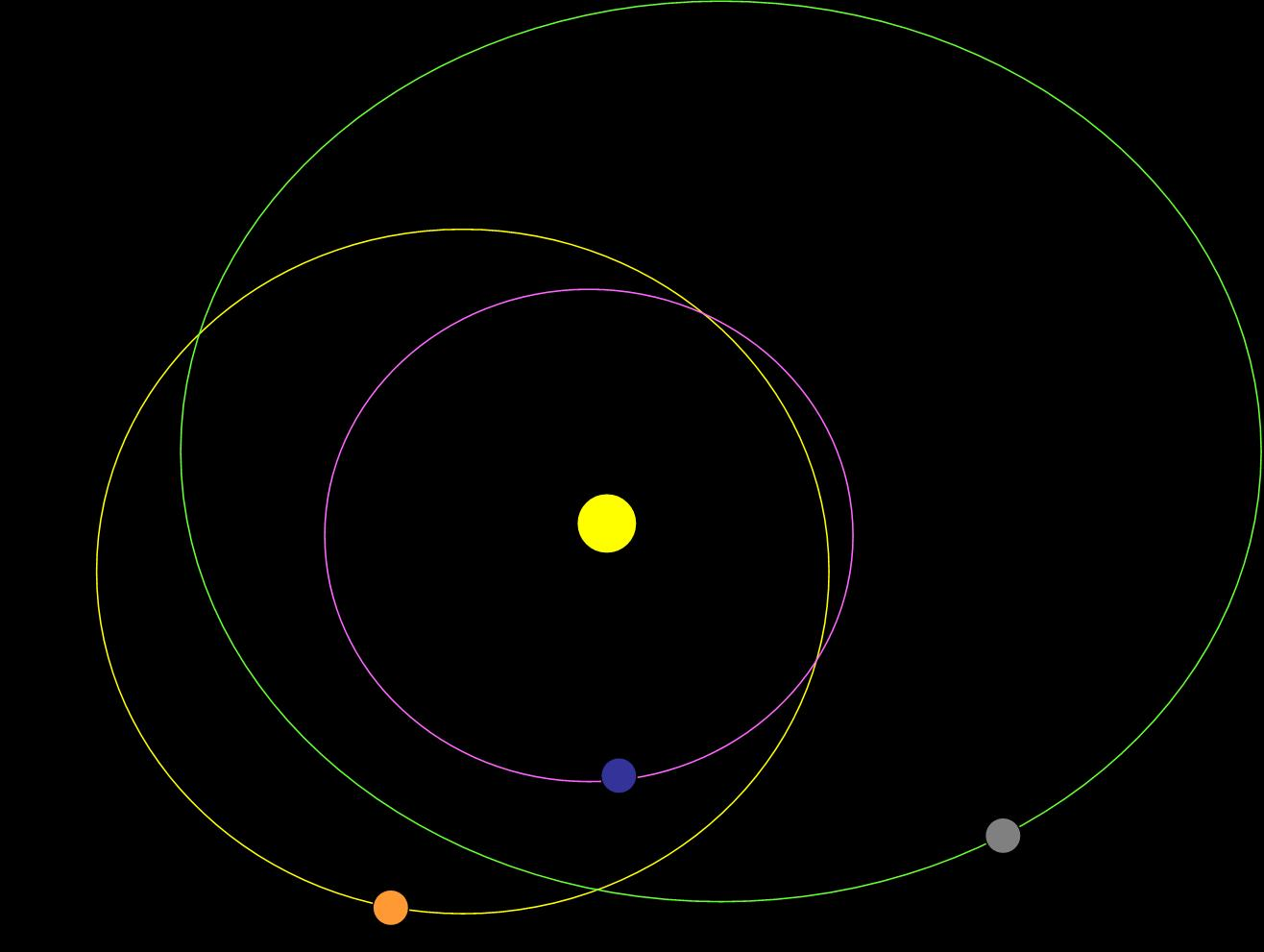
Порівняння орбіт Логосу (сірий), Плутона (помаранчевий) та Нептуна (синій)

58534 Логос (англ. 58534 Logos) — маленький класичний об'єкт поясу Койпера, відкритий у 1997 році групою астрономів з обсерваторії Мауна-Кеа. Логос має порівняно високе альбедо для об'єкта Пояса Койпера такого діаметра.
Логос — філософський термін, що означає розум. У гностицизмі представляється суттю вищого розуму.

## Супутник
Логос має супутник Зоя, що обертається на відстані 8010 ± 80 км від основного тіла. Діаметр Зої рівний приблизно 66 км, тобто становить приблизно 2/3 розміру основного тіла. Тому Логос із Зоєю є подвійним об'єктом.